# Булеца, Сергей Анатольевич
Серге́й Анато́льевич Буле́ца (укр. Сергій Анатолійович Булеца; род. 16 февраля 1999, Корытняны) — украинский футболист, полузащитник клуба «Александрия».

## Клубная карьера
Воспитанник ДЮСШ и СДЮШОР Ужгород. В сезоне 2014/15 находился в системе РВУФК (Киев). В сезоне 2015/16 Сергей присоединился к киевскому «Динамо». В сезоне 2016/17 он был переведён в молодёжную команду киевлян, за которую выступал до 2019 г.
24 июня 2019 года подписал с киевским «Динамо» новый контракт, рассчитаный на пять лет. Летом 2019 года был отдан в аренду в СК «Днепр-1». 25 июля 2019 года дебютировал за СК «Днепр-1» в матче еврокубкового плей-офф чемпионата Украины против «Колоса», выйдя на замену Юрию Вакулко на 62-й минуте. 31 июля 2019 года в матче УПЛ против донецкого «Олимпика» забил свой первый гол за «Днепр-1». В сезоне 2019/20 провёл за «Днепр-1» 26 матчей в УПЛ, в которых отметился 4 мячами.
31 августа 2020 года на правах аренды присоединился к СК «Днепр-1» до конца сезона 2020/21. Итого за сезон сыграл 19 матчей в УПЛ в составе «Днепр-1» и забил 3 гола.
15 июня 2021 года был отдан «Динамо» в луганскую «Зарю» на правах аренды, срок которой рассчитан на 2 года. В новой команде дебютировал в рамках Премьер-лиги Украины 25 июля 2021 года, выйдя в стартовом составе в домашнем матче против «Александрии», проведя на поле все 90 минут. 26 сентября 2021 года забил свой первый гол за «Зарю» в матче украинской Премьер-лиги против «Днепра-1», открыв счёт в игре на 22-й минуте.

## Карьера в сборной
Сергей представлял Украину на юношеском и молодёжном уровне. В составе молодёжной сборной Украины он принимал участие на чемпионате мира 2019. На этом турнире Сергей сыграл во всех семи матчах, забив три гола и отдав две голевые передачи. Сборная Украины стала чемпионом мира, выиграв этот турнир, а сам Сергей был удостоен «Серебряного Мяча» как второй лучший игрок этого чемпионата.
5 сентября 2021 года исполняющий обязанности главного тренера сборной Украины Александр Петраков впервые вызвал Булецу для участия в товарищеском матче против сборной Чехии. 8 сентября 2021 года дебютировал в сборной Украины в матче против сборной Чехии, выйдя на замену на 65-й минуте вместо Александра Зубкова.

## Статистика

### Клубная
| Выступление      | Выступление      | Выступление      | Чемпионат | Чемпионат | Кубок | Кубок | Еврокубки | Еврокубки | Прочие | Прочие | Итого | Итого |
| Клуб             | Лига             | Сезон            | Игры      | Голы      | Игры  | Голы  | Игры      | Голы      | Игры   | Голы   | Игры  | Голы  |
| ---------------- | ---------------- | ---------------- | --------- | --------- | ----- | ----- | --------- | --------- | ------ | ------ | ----- | ----- |
| Динамо Киев      | Премьер-лига     | 2018/19          | 0         | 0         | 0     | 0     | 0         | 0         | 0      | 0      | 0     | 0     |
| Динамо Киев      | Итого            | Итого            | 0         | 0         | 0     | 0     | 0         | 0         | 0      | 0      | 0     | 0     |
| → Днепр-1        | Премьер-лига     | 2019/20          | 27        | 4         | 2     | 1     | 0         | 0         | 0      | 0      | 29    | 5     |
| → Днепр-1        | Премьер-лига     | 2020/21          | 19        | 3         | 3     | 2     | 0         | 0         | 0      | 0      | 22    | 5     |
| → Днепр-1        | Итого            | Итого            | 46        | 7         | 5     | 3     | 0         | 0         | 0      | 0      | 51    | 10    |
| → Заря Луганск   | Премьер-лига     | 2021/22          | 16        | 2         | 1     | 0     | 7         | 0         | 0      | 0      | 24    | 2     |
| → Заря Луганск   | Итого            | Итого            | 16        | 2         | 1     | 0     | 7         | 0         | 0      | 0      | 24    | 2     |
| Всего за карьеру | Всего за карьеру | Всего за карьеру | 62        | 9         | 6     | 3     | 7         | 0         | 0      | 0      | 75    | 12    |

### Выступления за сборную
| № | Дата            | Оппонент             | Счёт | Голы | Пасы | Карточки | Минуты | Соревнование             |
| - | --------------- | -------------------- | ---- | ---- | ---- | -------- | ------ | ------------------------ |
| 1 | 8 сентября 2021 | Чехия                | 1:1  | —    | —    | —        | 25'    | Товарищеский матч        |
| 2 | 9 октября 2021  | Финляндия            | 2:1  | —    | —    | —        | 4'     | Отборочные матчи ЧМ-2022 |
| 3 | 12 октября 2021 | Босния и Герцеговина | 1:1  | —    | —    | —        | 7'     | Отборочные матчи ЧМ-2022 |

Итого: 3 матча, 0 голов / 1 победа, 2 ничьи, 0 поражений.

## Достижения

### Командные
«Заря» (Луганск)
- Бронзовый призёр чемпионата Украины: 2022/23

«Александрия»
- Серебряный призёр чемпионата Украины: 2024/25

Сборная Украины (до 20 лет)
- Чемпион мира среди молодёжных сборных: 2019

### Личные
- Серебряный мяч молодёжного чемпионата мира: 2019

### Награды
- Орден «За заслуги» III степени (2019)[16]